# Schwabach

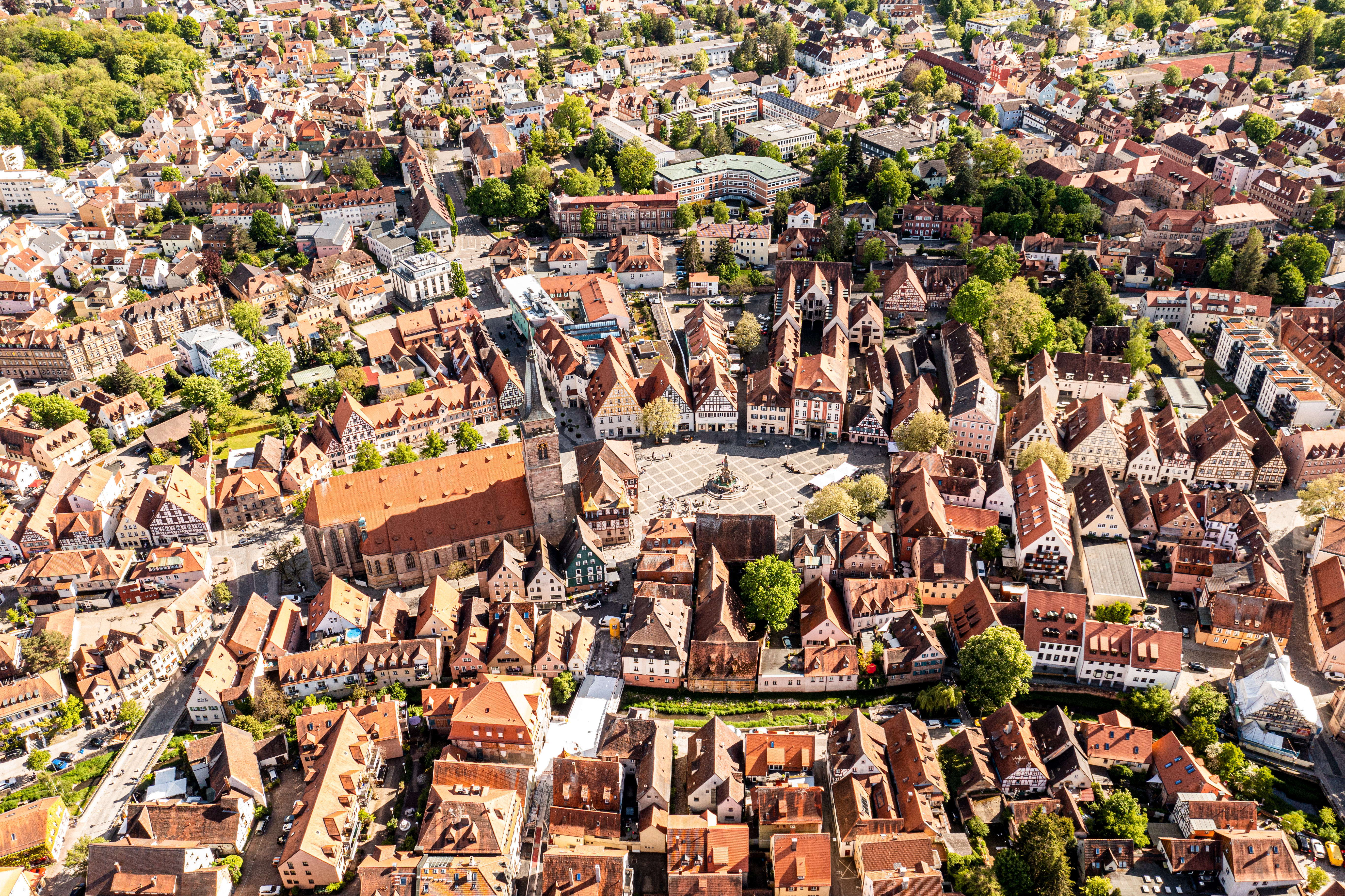
Blick über die Schwabacher Altstadt, Mai 2021

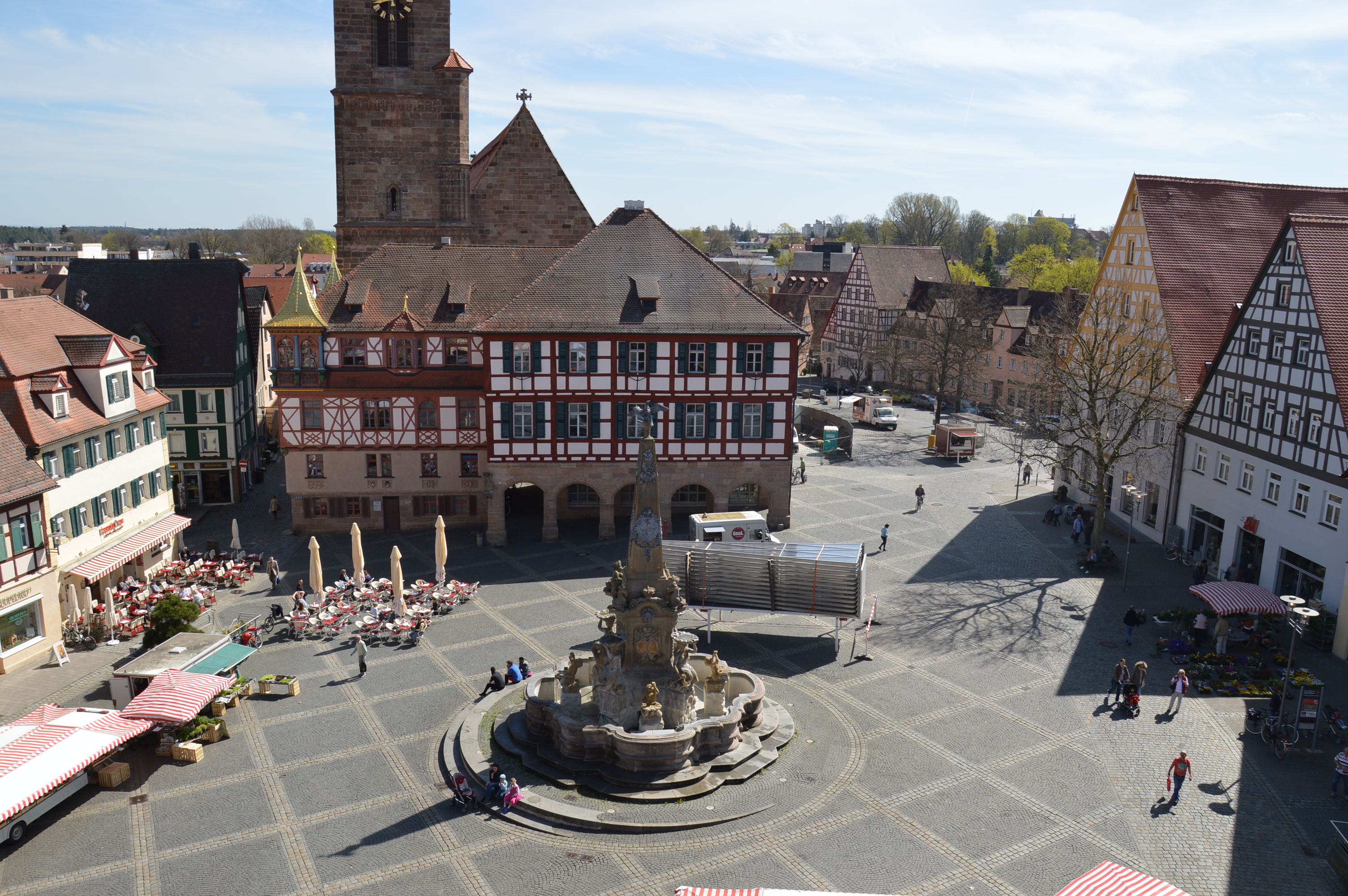
Marktplatz aus der Vogelperspektive

Schwabach (ⓘ, ostfränkisch Schwouba) ist eine kreisfreie Stadt im Regierungsbezirk Mittelfranken, Bayern. Mit den direkt angrenzenden Großstädten Nürnberg, Fürth und Erlangen bildet Schwabach eine der drei Metropolen in Bayern. Gemeinsam mit ihrem Umland bilden diese Städte die Europäische Metropolregion Nürnberg.

## Geografie
Die Stadt Schwabach liegt im mittelfränkischen Becken. Die Landschaft wird im Süden, Westen und Norden von Wäldern geprägt, die zum großen Teil als Bannwälder ausgewiesen sind. Nach Osten bestimmt die Talaue der Rednitz die Landschaft. Das Rednitztal ist seit 2004 Europäisches Natura-2000-FFH-Schutzgebiet. Die Altstadt selbst liegt in einem flachen Tal zu beiden Seiten der Schwabach, die außerhalb der besiedelten Flächen im Stadtgebiet in die Rednitz mündet, und wird von den anderen Gemeindeteilen umgeben. Im Norden ist die Stadt mit einigen südlichen Stadtteilen Nürnbergs zusammengewachsen. Im Westen, Süden und Osten grenzt Schwabach an den Landkreis Roth.

## Stadtgliederung

### Gewachsene Stadtteile
- Altstadt – die Altstadt ist durch die teilweise noch vorhandene mittelalterliche Stadtmauer gegliedert.
- Südliche Vorstadt
- Nördliche Vorstadt (Nürnberger Tor)
- Vogelherd
- Eichwasen
- Gartenheim

### Gemeindeteile
Die Gemeinde hat 15 Gemeindeteile (in Klammern ist der Siedlungstyp angegeben):
- Dietersdorf (Pfarrdorf)
- Forsthof (Siedlung)
- Limbach (Pfarrdorf)
- Nasbach (Dorf)
- Oberbaimbach (Dorf)
- Obermainbach (Dorf)
- Penzendorf (Kirchdorf)
- Raubershof (Weiler)
- Schaftnach (Dorf)
- Schwabach (Hauptort)
- Schwarzach (Dorf)
- Uigenau (Dorf)
- Unterbaimbach (Weiler)
- Unterreichenbach (Pfarrdorf)
- Wolkersdorf (Pfarrdorf)

Außerdem gibt es die Wohnplätze Eichwasen, Heroldsberg, Oberes Dorf, Penzendorfsiedlung, Rennmühle, Rohrersmühle, Rößleinsmühle, Siedlung Pfaffensteig und Vogelherd.
Die Einöden Wasenmeisterei, Ziegelhütte auf dem Eichwasen, Ziegelhütte auf dem Ostanger und Ziegelhütte am Reichenbacherweg sind mittlerweile wüst gefallen.

### Gemarkungen
Es gibt auf dem Gemeindegebiet sieben Gemarkungen: Großschwarzenlohe (Gemarkungsteil 0), Kleinschwarzenlohe (Gemarkungsteil 0), Ottersdorf (Gemarkungsteil 1), Penzendorf, Schwabach, Unterreichenbach (Gemarkungsteil 1) und Wolkersdorf. Die Gemarkung Schwabach hat eine Fläche von 13,181 km². Sie ist in 10448 Flurstücke aufgeteilt, die eine durchschnittliche Fläche von 1261,59 m² haben. In ihr liegen neben dem namensgebenden Ort die Gemeindeteile Forsthof und Uigenau.
In Klammern werden das Jahr der Eingliederung in die Stadt Schwabach und die Herkunft (der Name der vorherigen Gemeinde) angegeben:
- Uigenau und Forsthof (1924, von Kammerstein), mit Staatswald Maisenlach 427,780 ha
- Limbach und Nasbach (1956, von Penzendorf), 529,460 ha
- Unterreichenbach (1960, eigenständig; Rest verblieb als Gemeinde Volkersgau), 231,141 ha
- Obermainbach (1972, von Ottersdorf), 225,220 ha
- Wolkersdorf mit Dietersdorf, Oberbaimbach, Unterbaimbach und Raubershof (1972, eigenständig) (mit Forstbezirk Brünst 1277,770 ha)
- Penzendorf (1972, eigenständig), 302,680 ha
- Schaftnach mit Schwarzach (1978, von Kleinschwarzenlohe), 229,780 ha

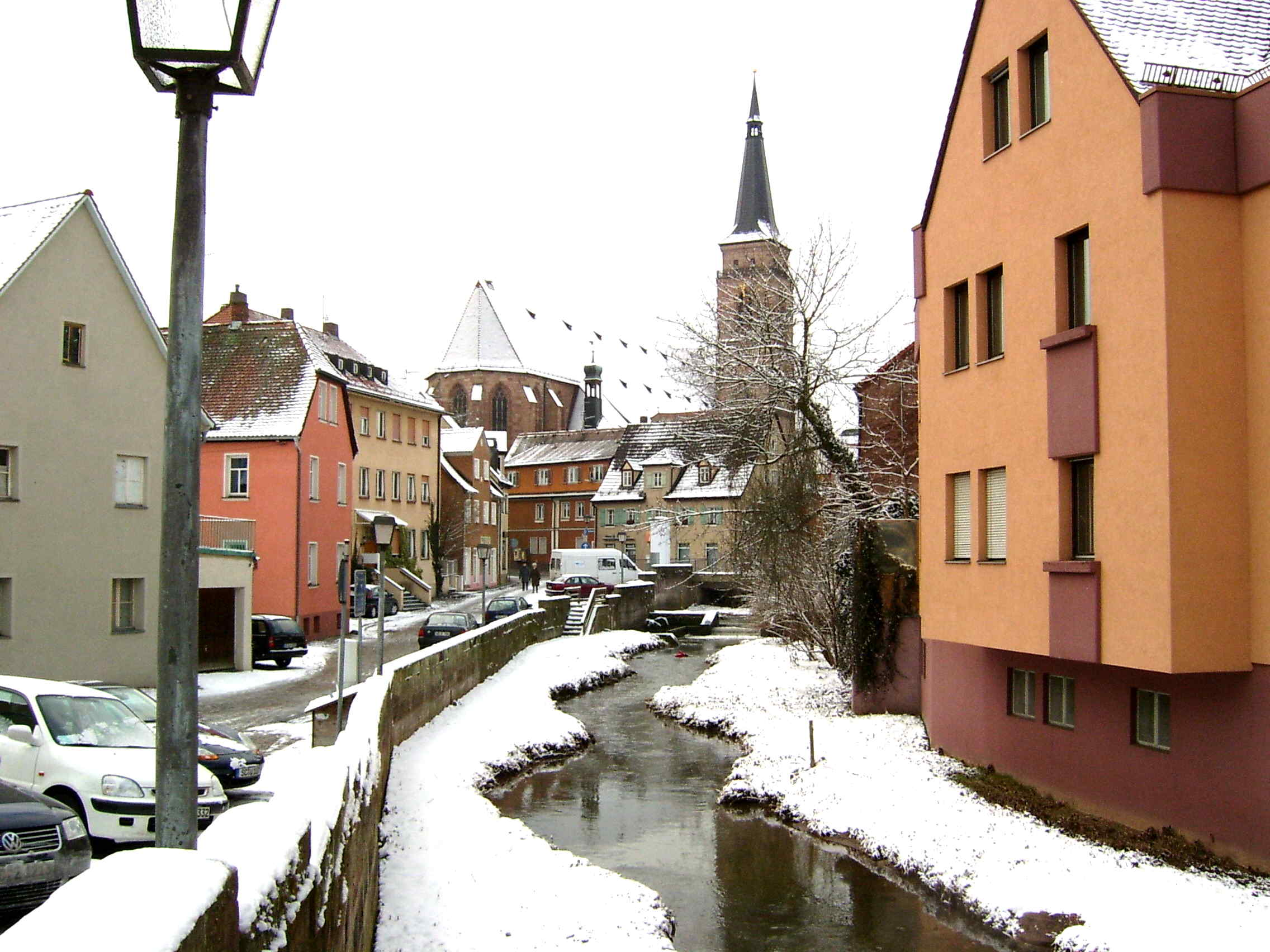
Schwabach am Ausfluss

### Sonstige Gebietszuwächse und Eingemeindungen
Außer den heutigen Gemeindeteilen (siehe oben) kamen folgende weitere Gebiete zum Stadtgebiet:
- 1905: Teil der Gemarkung Penzendorf für den Stadtfriedhof, 7,092 ha
- 1921: Teil der Gemeinde Walpersdorf, für die Siedlung Vogelherd, 5,104 ha
- 1922: Teil der Gemarkung Penzendorf, Abrundung des Stadtgebietes, 11,126 ha
- 1924: Staatswald Maisenlach (mit Uigenau und Forsthof 427,780 ha)
- 1933: Teil der Gemarkung Penzendorf, für den Stadtfriedhof, 3,018 ha
- 1970: Teil der Gemeinde Walpersdorf, für das Gewerbegebiet am Falbenholz, 25,121 ha
- 1972: Forstbezirk Brünst (mit Wolkersdorf 1277,770 ha)

## Geschichte

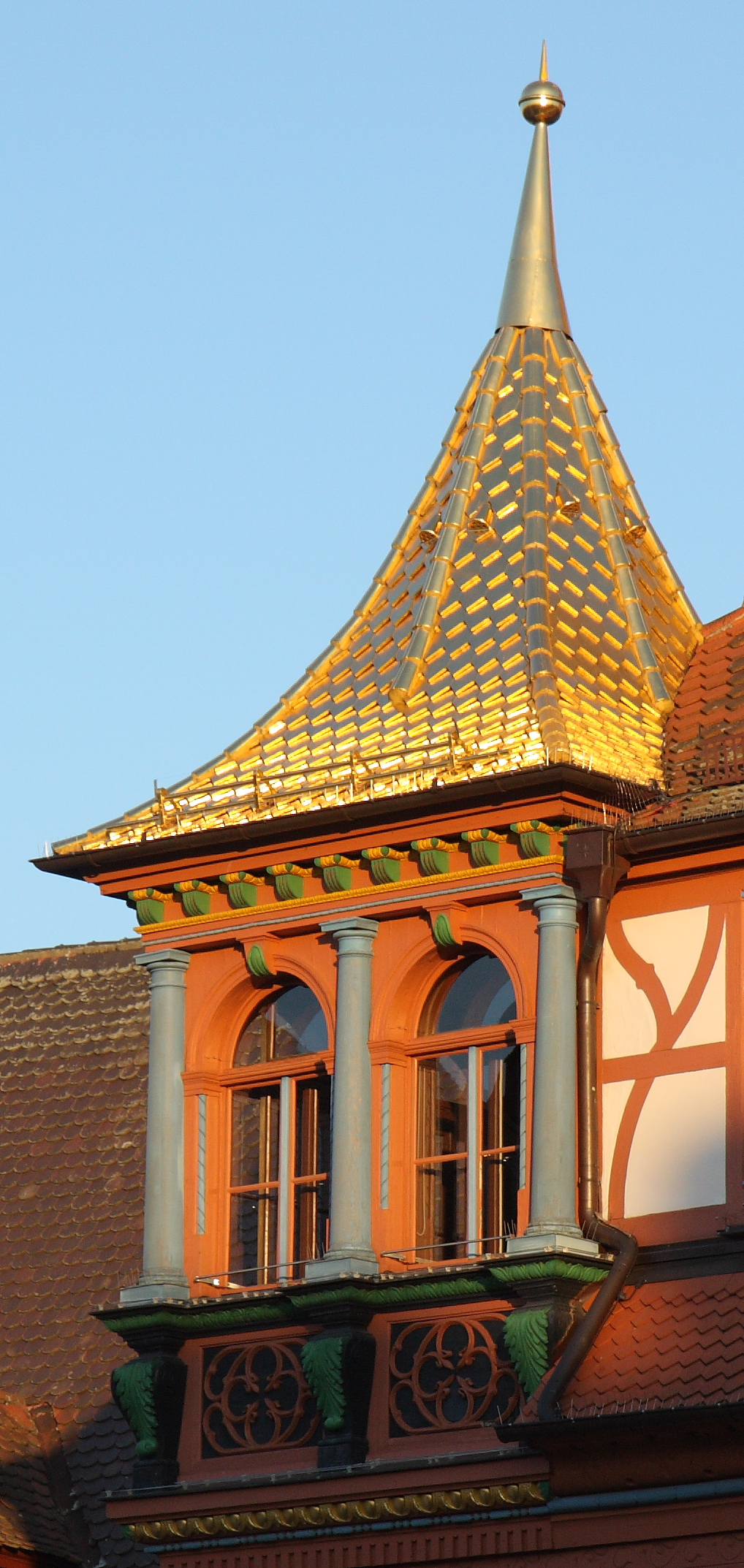
Golddach auf dem Rathaus

### Vom ersten Nachweis bis zum Ende des 16. Jahrhunderts
Im Jahr 1117 wurde der Ort als villa Suabach erstmals urkundlich erwähnt. Der Ortsname leitet sich vom gleichlautenden Gewässernamen ab, dessen Grundwort althochdeutsch aha, ahe ‚Fluss‘ und dessen Bestimmungswort der Stammesname swāb (= Alemanne) ist. Am Flussgebiet siedelten also ursprünglich Alemannen.
1303 wurde Schwabach erstmals als Markt bezeichnet, 1375 erhielt sie die Stadtrechte.
Die bekannte Schwabacher Schrift, genannt Schwabacher, entwickelte sich um das Jahr 1470 als eine neue Schrifttype. Sie wurde zu einer Variante der gebrochenen Schriften, die als Schrifttype der ersten gedruckten Lutherbibeln äußerst populär wurde.
Im Jahr 1505 wurde Barbara Schwab in Schwabach als erste angebliche Hexe verhaftet, gefoltert und hingerichtet. Im Zuge der Hexenverfolgung im Markgraftum Brandenburg-Ansbach wurden in Schwabach 1592 fünf weitere Frauen wegen vermeintlicher Hexerei hingerichtet.
Der spätgotische Bildhauer Adam Kraft wurde am 21. Januar 1509 in Schwabach beigesetzt. Er ist namensstiftend für eines der Schwabacher Gymnasien.
Die Reformation kehrte in Schwabach mit der Einführung der Brandenburgisch-Nürnbergischen Kirchenordnung im Jahr 1528 ein.
Im Gasthaus Goldener Stern, am Marktplatz gelegen, wurden die Schwabacher Artikel von Philipp Melanchthon während eines Konventes vom 6. bis 19. Oktober 1529 zwischen den Abgesandten des Markgrafen Georgs von Brandenburg-Ansbach und denen des Rates der Stadt Nürnberg unter Mitwirkung Martin Luthers verfasst. Diese 17 Artikel bilden zusammen mit den Torgauer Artikeln eine Grundlage der Confessio Augustana. Wegen der Bedeutung für die Reformation wurde Schwabach 2015 der Ehrentitel „Reformationsstadt Europas“ durch die Gemeinschaft Evangelischer Kirchen in Europa verliehen.

### 17. Jahrhundert bis 1914
Während des Dreißigjährigen Krieges wurde Schwabach am 1. Juli 1632 von den Truppen Wallensteins eingenommen. Während der fünftägigen Plünderung zerstörte die Soldateska einen Großteil der Stadt. Die Müllerstochter Anna Wolf dokumentierte diesen Angriff. Später, so erzählen die Chroniken, sei Schwabach so zerstört und menschenverlassen gewesen, dass auf den Straßen das Gras wuchs.
Nach dem Krieg fanden zunächst österreichische und oberpfälzische Glaubensflüchtlinge, dann ab 1686 Hugenotten aus Frankreich Aufnahme in der Stadt. Letztere durften sich in der Boxlohe ein eigenes Kirchlein, die „Franzosenkirche“, bauen.
1709 wurde der Postkurs in der Württembergischen Land=Post=Ordnung von Stuttgart, über Beutelsbach/Heppach, Schorndorf, Gmünd, Ellwangen und Schwabach nach Nürnberg festgelegt. Von der Bedeutung zeugt noch das Haus Zur goldenen Gans am Marktplatz als ehemaliger Posthof.
1768 wurde die Alte Linde erstmals erwähnt.
Gegen Ende des 18. Jahrhunderts gab es in Schwabach 484 Anwesen. Das Hochgericht übte das brandenburg-ansbachische Oberamt Schwabach aus. Grundherren waren das Stadtrichteramt Schwabach (479 Anwesen: 355 Häuser, 55 Halbhäuser, 11 Häuser mit Backrecht, 34 Häuser mit Braurecht, 11 Tafernwirtschaften, 3 Gastwirtschaften, 4 Schmieden, 2 Mahlmühlen, 1 Mahl-, Nadel-, Schor- und Papiermühle, 2 Leonische Drahtfabriken, 2 Kattunfabriken, 1 Ziegelhütte), die Frauentraut’sche Stiftung (1 Gastwirtschaft, 1 Haus) und das Amt Katzwang des Klosters Ebrach (1 Ganzhof, 1 Widemgut-Ganzhof mit Braurecht, 1 Haus). Neben den Anwesen gab es noch
- herrschaftliche Gebäude (Münzstätte, Getreidekasten, Chaussee- und Zollhaus, Straßenarbeiterhaus, Irrenanstalt),
- städtische Gebäude (Münzstätte, Münzlaboratorium, Rathaus, Torwartswohnung, Kuhhirtenhaus, Rosshirten- und Wegemacherhaus, Spitalknechts- und Schweinehirtenhaus, 5 Häuser, 1 Walkmühle)
- Gebäude der Spitalstiftung (Schulhaus, Siechhaus, Lazaretthaus, Getreidemagazin, Hospitalkirche),
- kirchliche Gebäude (Pfarrhaus für den 2. Stadtkaplan, Kaplaneihaus, Dekanatshof, Mesnerhaus, Lateinschule, Deutsches Schulhaus, Pfarrkirche, Kranken- und Armenhaus der Französisch-Reformierten Kirche).[14]

Am 5. November 1797 übernachtete Johann Wolfgang von Goethe im ältesten Gasthof der Stadt „Zum weißen Lamm“, weil es ihm in der „Goldenen Gans“ zu teuer war. Im Jahr 1547 wurde im Gasthof „Goldene Gans“ für kurze Zeit Kurfürst Johann Friedrich von Sachsen gefangen gehalten. Seitdem heißt das Gebäude am Marktplatz Fürstenherberge, ebenso war auch Landgraf Philipp von Hessen dort nicht freiwillig untergebracht. Später logierten hier die Markgrafen von Ansbach, der schwedische König Gustav Adolf und der kaiserliche Feldherr Wallenstein. Im Hof findet man – typisch für die Gasthäuser und Posthöfe der damaligen Zeit – die ehemaligen gewölbten Pferdestallungen, denn die Fürstenherberge diente auch als kaiserliche Posthalterei bis zur Fertigstellung der Ludwig-Süd-Nord-Bahn im Jahr 1849.
1806 wurde Schwabach, das seit 1500 auch im Fränkischen Reichskreis lag, mit der Markgrafschaft Ansbach, im Zuge der Neuordnung Europas unter Napoleon bayerisch, nachdem es seit 1792 kurzzeitig preußisch gewesen war. Im Vertrag von Schönbrunn vom 15. Dezember 1805 musste Preußen das Fürstentum Ansbach-Bayreuth vorher noch im Tausch gegen das Kurfürstentum Hannover an Frankreich abgeben, bis es am 1. Januar 1806 an das neue Königreich Bayern verkauft wurde.
Schwabach hatte bis 1912 einen Türmer.

### Vom Ersten bis zum Zweiten Weltkrieg
1934/1935 wurde Schwabach mit der „Auf der Reit“-Kaserne Garnisonsstadt. Zu den Mitbegründern der NSDAP-Ortsgruppe in Schwabach gehörte der am Lehrerseminar in Schwabach ausgebildete und kurze Zeit als Lehrer und SA-Mitglied in Schwabach tätige Fritz Schöller, welcher dann in Neustadt an der Aisch eine von Julius Streicher begünstigte überregionale Karriere bis zum stellvertretenden Gaupropagandaleiter (1934) begann. Im Zweiten Weltkrieg wurde Schwabach daher erstmals bereits am 13. Oktober 1941 von 0:45 bis 2:00 Uhr bombardiert. Dabei gab es 11 Todesopfer. Die letzten Bomben fielen am 18. April 1945, während bereits die Schlacht um Nürnberg tobte. Durch die Kapitulation am 19. April 1945 entging Schwabach der Zerstörung.
Das Gedenkbuch – Opfer der Verfolgung der Juden unter der nationalsozialistischen Gewaltherrschaft 1933–1945 verzeichnet namentlich 10 Opfer unter den Einwohnern Schwabachs.

### Mai 1945 bis Ende des 20. Jahrhunderts
Die Kaserne wurde nach Kriegsende von der US Army genutzt und in O’Brien Barracks umbenannt. 1969 fand im Schwabacher Markgrafensaal ein Bundesparteitag der NPD statt. 1992 zogen die amerikanischen Streitkräfte ab, und das weitläufige Gelände wurde an die Bundesrepublik Deutschland zurückgegeben. Heute beherbergt es ein gemischtes Wohn- und Gewerbegebiet mit Gründerzentrum.
Bis zur Kreisgebietsreform, die am 1. Juli 1972 in Kraft trat, war Schwabach Sitz des gleichnamigen Landkreises Schwabach, von dem die kreisfreie Stadt komplett umgeben war.
Die Sanierung der Altstadt wurde im Jahr 1979 mit der Verleihung der Europa-Nostra-Medaille gewürdigt. Durch die Kreisgebietsreform verlor die Stadt ihren Status als Kreisstadt und wurde (durch die Eingemeindung ehemaliger Gemeinden des Landkreises Schwabach nach Nürnberg und Schwabach) zur direkten Nachbarstadt Nürnbergs. Sie gehört zur mittelfränkischen Städteachse Nürnberg-Fürth-Erlangen-Schwabach mit vier direkt aneinandergrenzenden kreisfreien Städten.

### Seit 2001
2012 fand in Schwabach der 7. Tag der Franken statt, der unter dem Motto „Frauen in Franken“ stand.
Seit 2015 darf sich Schwabach „Fairtrade-Stadt“ nennen. Aufgrund des Engagements vieler Einzelpersonen, großer und kleiner Geschäfte, Schulen und Kirchengemeinden, durch Verkauf von Fair-Trade Produkten, die Lebensbedingungen im globalen Süden zu verbessern.
Im Jahr 2017 feierte Schwabach sein 900-jähriges Jubiläum mit zahlreichen Festen, Kulturveranstaltungen und Sonderausstellungen.

### Schwabach als Münzstadt und seine Münzprägestätten
Da in Schwabach, neben den Steuern für das Markgraftum Ansbach, auch Beiträge für den Fränkischen Kreis einbezahlt werden konnten, führte die Stadt den Titel einer Haupt-, Lege- und Münzstadt des Fränkischen Kreises, den sie bis zur Abdankung Markgraf Alexanders 1791 behielt. Es gab daher in über 350 Jahren (mit Unterbrechungen) insgesamt vier Münzstätten in Schwabach:
Die erste Münzstätte wurde ab 1434 bis 1437 geschaffen, veranlasst von Markgraf Friedrich I. (1397–1440), der hier Groschen, einseitige Pfennige und Heller prägen ließ. Diese Münzstätte befand sich vermutlich im damaligen Anwesen des Schwabacher Bürgers Stephan Pair (als Vermieter) unter Münzmeister Erhard Wendelsteiner (Mieter). Nach dem Schwabacher Häuserplan aus dem Jahr 1739 hatte dieses Anwesen die offizielle Bezeichnung „hinter der Stadtkirche Nr. 52“, was dem heutigen, aber erst nach 1941 neu erbauten Anwesen Martin-Luther-Platz 11 entspricht.
Die zweite Münzstätte Schwabachs wurde ab 1470 unter Markgraf Albrecht Achilles im sogenannten Oberamtshaus (heute Königsplatz 21), vorwiegend in den Rückgebäuden innerhalb eines großen Grundstücks, das sich bis zur südlichen Mauerstraße, also nach Süden fast bis an die Stadtmauer erstreckte, in Betrieb genommen.
Markgraf Georg hatte eine sehr umfangreiche Prägetätigkeit geplant. Deshalb ließ er 1529 eine neue, noch leistungsfähigere (dritte) Münzstätte errichten, die schräg gegenüber dem bisherigen Oberamts-Komplex lag. Sie umfasste die Gebäude, die im Schwabacher Stadtplan von 1739 im damaligen, sehr schmalen Kirchbauern-Gässlein als Nr. 48 und 49 eingezeichnet sind (heute Martin-Luther-Platz 17). Diese Münzstätte wurde 1581 geschlossen.
Unter Markgraf Johann Friedrich wurde, am 30. Juli 1675 eine neue, d. h. die vierte Münzstätte in Schwabach eröffnet, nun in der heutigen Münzgasse 5. Nach einem weiteren Umbau 1733/34 erfolgten dort Prägungen bis 1791 für die Markgrafen von Brandenburg-Ansbach, ab 1791 für den König in Preußen. 1795 wurde diese letzte Münzstätte für immer geschlossen.

### Eingemeindungen
Im Zuge der Gebietsreform in Bayern wurden am 1. Januar 1972 Gebietsteile der aufgelösten Gemeinde Ottersdorf eingegliedert. Am 1. Juli 1972 kamen die Gemeinde Penzendorf und Gebietsteile der aufgelösten Gemeinde Wolkersdorf hinzu. Seit der Kreisgebietsreform ist das Schwabacher Kennzeichen SC eines der neun seltensten Kennzeichen Deutschlands.

### Einwohnerstatistik
| Jahr | Einwohner |
| ---- | --------- |
| 1800 | 3.000     |
| 1840 | 6.981     |
| 1900 | 9.385     |
| 1925 | 11.782    |
| 1950 | 19.376    |
| 1985 | 34.284    |
| 1990 | 35.514    |
| 1995 | 38.757    |

| Jahr | Einwohner |
| ---- | --------- |
| 2005 | 38.879    |
| 2010 | 39.941    |
| 2011 | 38.469    |
| 2015 | 40.428    |
| 2016 | 40.707    |
| 2017 | 40.781    |
| 2018 | 40.792    |
| 2020 | 41.056    |

Einwohnerentwicklung von Schwabach von 1800 bis 2017 nach nebenstehender Tabelle

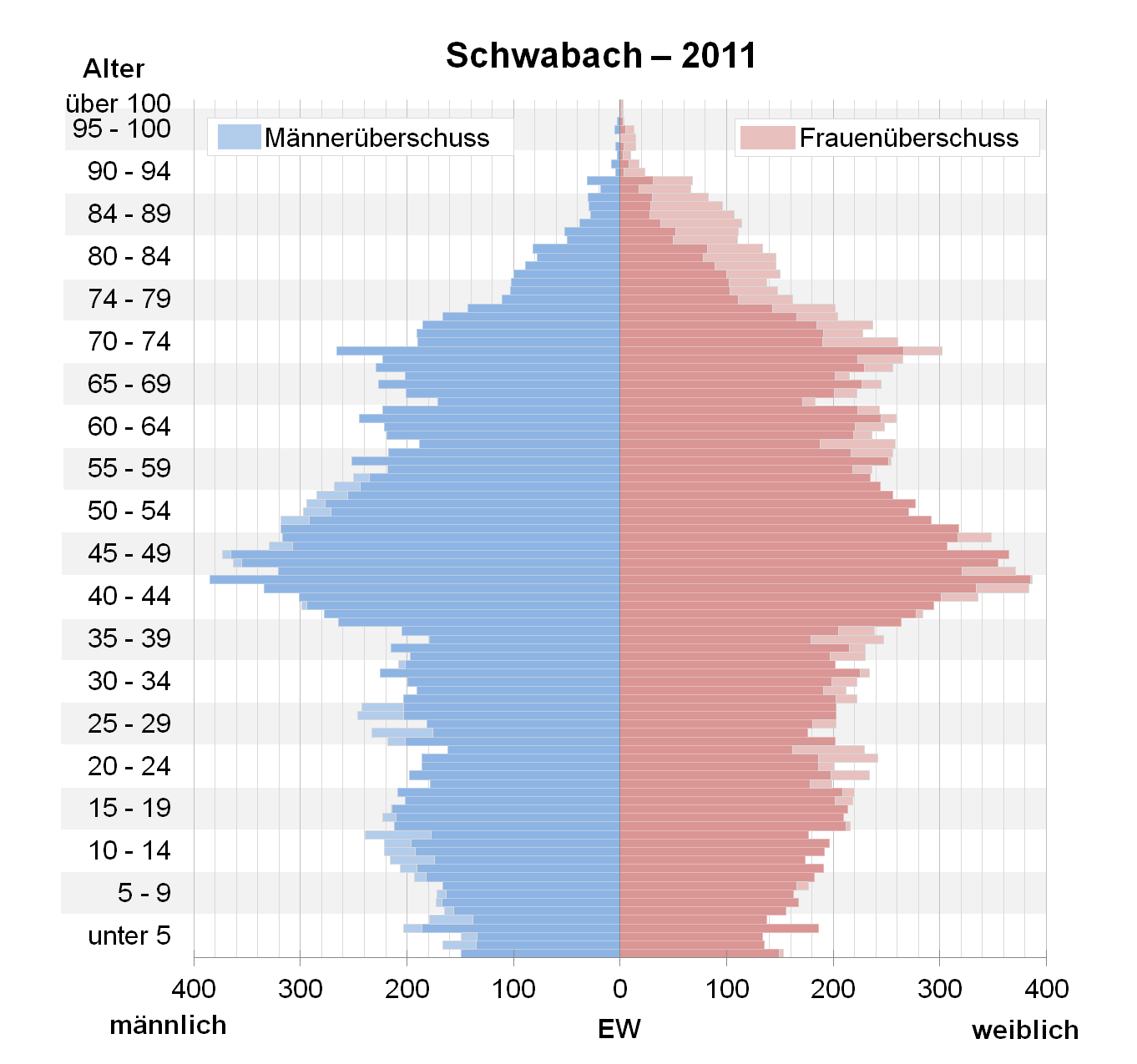
Bevölkerungspyramide für Schwabach (Datenquelle: Zensus 2011.)

Im Zeitraum 1988 bis 2018 wuchs die Stadt von 34.217 auf 40.792 um 6.575 Einwohner bzw. um 19,2 %.

### Konfessionsstatistik
Gemäß dem Zensus 2011 waren 40,8 % der Einwohner evangelisch, 29,5 % römisch-katholisch und 29,7 % gehörten einer anderen Glaubensgemeinschaft an, waren ohne Bekenntnis oder verblieben ohne Angabe. Der Anteil der evangelischen und katholischen Kirchenmitglieder an der Gesamtbevölkerung ist seitdem gesunken. Mit Stand vom 31. Dezember 2022 waren von den Einwohnern 31,5 % evangelisch, 22,3 % katholisch und 46,2 % gehörten einer anderen Glaubensgemeinschaft an oder waren ohne Bekenntnis.
Im Jahr 2018 waren von den Einwohnern 35,1 % evangelisch, 25,6 % katholisch und 39,3 % gehörten einer anderen Glaubensgemeinschaft an oder waren konfessionslos.

### Religionen
Neben den der römisch-katholischen oder evangelischen Kirche angehörigen Glaubensgemeinschaften gibt es in Schwabach auch eine griechisch-orthodoxe, eine evangelisch-methodistische und eine neuapostolische Kirche. Weiter befinden sich in Schwabach auch zwei Baptistenkirchen, eine davon rumänisch. Die Zeugen Jehovas haben in Schwabach einen Königreichssaal. In der Stadt befinden sich außerdem zwei Moscheen, die der DİTİB zugehörige „Goldene Moschee“ und eine „Hak Yol Camii“ benannte Moschee der IGMG.

## Politik

### Stadtrat
Die Sozialdemokraten (SPD) stellten von 1945 bis 2008 und wieder ab 2020 den Oberbürgermeister sowie bis 2002 die größte Stadtratsfraktion. Seit den Kommunalwahlen 2008 ist die CSU die stärkste politische Partei in Schwabach.
Das Ergebnis der Kommunalwahl vom 15. März 2020 führte bei einer Wahlbeteiligung von 52,6 % zu folgender Sitzverteilung:
| Partei        | CSU        | SPD  | Grüne  | FDP | FW  | Linke | Gesamt |
| ------------- | ---------- | ---- | ------ | --- | --- | ----- | ------ |
| Sitze         | 14 A C E F | 10 D | 10 B F | 2 E | 3 A | 1 D   | 40     |
| G/V ∗         | − 4        | − 1  | + 4    | + 1 | − 1 | + 1   | –      |
| Sitze aktuell | 17         | 11   | 8      | 0   | 4   | 0     | 40     |

### Oberbürgermeister (Auswahl)

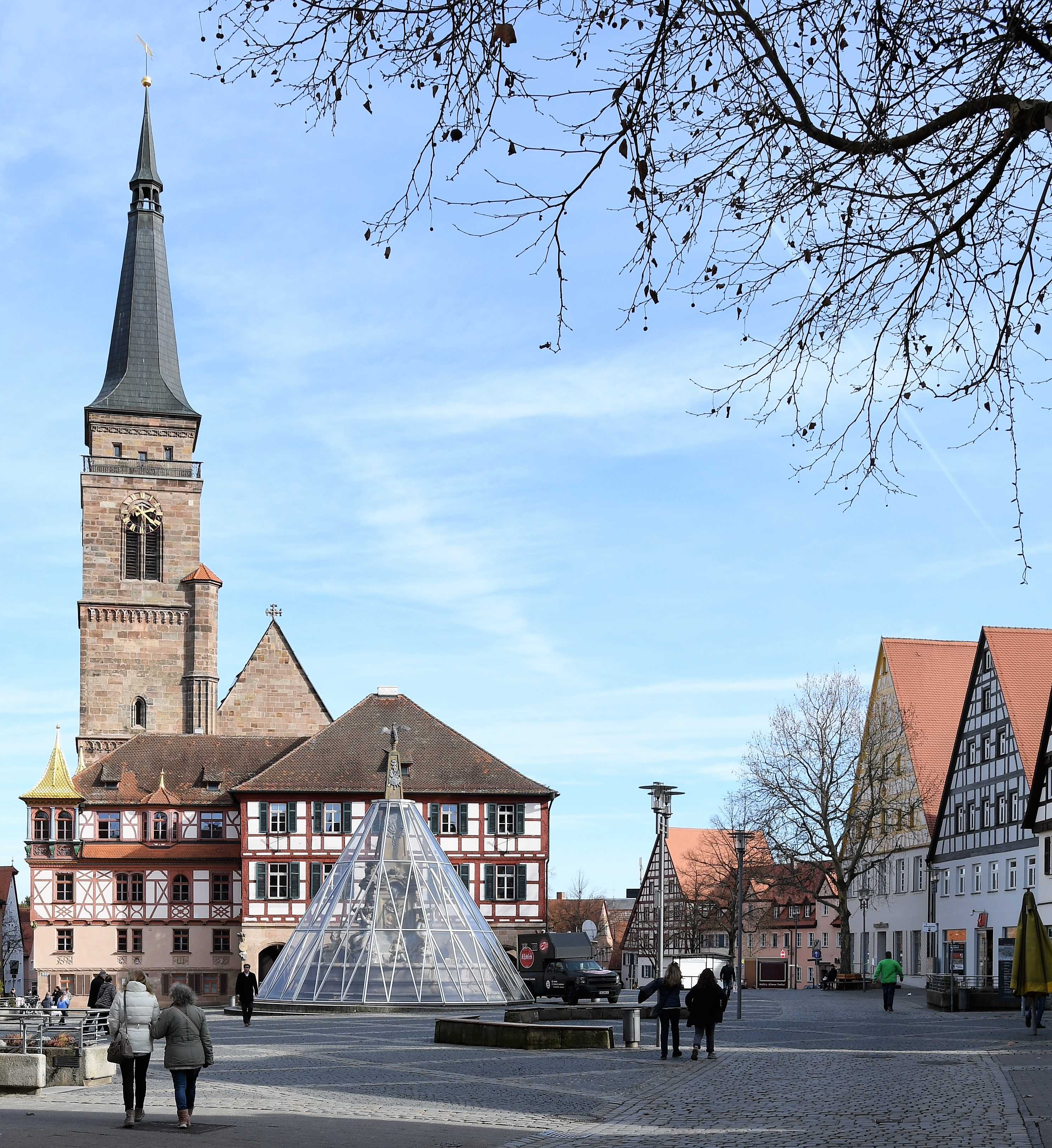
Schwabacher Rathaus (mit Golddach) und Stadtkirche am Marktplatz

Die Stadtpolitik Schwabachs ist seit 1945 durch eine relativ große Kontinuität gekennzeichnet. Vom Ende des Zweiten Weltkriegs bis 2008 regierten nur zwei Oberbürgermeister. Hartwig Reimann war bei Dienstantritt der jüngste, am Ende seiner Amtszeit der dienstälteste Oberbürgermeister einer kreisfreien Stadt in Bayern. Sein Nachfolger Matthias Thürauf war bei Amtsantritt 2008 ebenfalls der jüngste Oberbürgermeister einer kreisfreien Stadt in Bayern.
Bei den Stichwahlen zur Kommunalwahl am 29. März 2020 wurde Peter Reiß (SPD) zum neuen Oberbürgermeister gewählt. Er trat sein Amt am 1. Mai 2020 an und löste damit Matthias Thürauf (CSU) ab, der nicht mehr zur Wahl angetreten war. Reiß ist damit der bisher jüngste Oberbürgermeister Schwabachs und derzeit auch der jüngste Oberbürgermeister einer kreisfreien Stadt in Bayern.
Bei der Oberbürgermeister-Stichwahl am 29. März entfielen nach dem amtlichen Endergebnis auf Peter Reiß 10.331 Stimmen und damit 53,7 Prozent. Mitbewerber Michael Fraas (CSU) erhielt 8.922 Stimmen (46,3 Prozent).
Peter Reiß folgte auf Hans Hocheder (SPD, im Amt von 1948 bis 1970), Hartwig Reimann (SPD, 1970 bis 2008) und Thürauf (2008 bis 2020). Damit ist er der vierte Schwabacher Oberbürgermeister seit dem Zweiten Weltkrieg.
- Hans Hocheder (SPD), Oberbürgermeister 1945–1970
- Hartwig Reimann (SPD), Oberbürgermeister 1970–2008
- Matthias Thürauf (CSU), Oberbürgermeister 2008–30. April 2020
- Peter Reiß (SPD), Oberbürgermeister ab 1. Mai 2020

Bei der konstituierenden Sitzung des neuen Stadtrates am 8. Mai 2020 wurde Emil Heinlein (CSU) zum Zweiten Bürgermeister gewählt und Petra Novotny (Bündnis 90/Die Grünen) zur Dritten Bürgermeisterin.

### Stadtverwaltung
Die Stadtverwaltung verfügt über mehrere Amtsgebäude im Stadtgebiet, auf die folgende Referate verteilt sind:
- Interne Dienste und Schulen (1)
- Recht, Soziales und Kultur (2)
- Finanzen und Wirtschaft (3)
- Stadtplanung und Bauwesen (4)
- Umwelt, Mobilität, Nachhaltigkeit und Klimaschutz (5)[38]

Die Referate werden vom Oberbürgermeister sowie den berufsmäßigen Stadträten Knut Engelbrecht (Stadtrechtsrat, seit 2012), Stefanie Rother (Stadtkämmerin, seit 2024), Ricus Kerckhoff (Stadtbaurat, seit 2012) und Maximilian Hartl (Referat 5, seit 2023) geleitet.

### Wappen und Flagge
Wappen
| Wappen der kreisfreien Stadt Schwabach | Blasonierung: „In Rot auf silbernem Brückenbogen ein blau bedachter silberner Zinnenturm, beseitet rechts von einem goldenen Schild, darin ein rot bewehrter schwarzer Adler, links von einem blauen Schild, darin ein rot bewehrter goldener Löwe zwischen goldenen Schindeln.“ |
| Wappen der kreisfreien Stadt Schwabach | Wappenbegründung: Schwabachs erstes Wappen zeigt im gespaltenen Schild zwei gekreuzte goldene Bierschöpfen auf rotem Grund vor dem hohenzollerischen Schwarz-Weiß. Es versinnbildlicht die Wichtigkeit des Bierbrauertums in der Stadt sowie die Stadtherren, die hohenzollerischen Burggrafen von Nürnberg. Es wurde der Stadt vom Nürnberger Burggrafen Friedrich V. verliehen und erscheint erstmals auf dem Siegel einer Urkunde vom 9. August 1371. Das zweite Wappen, welches auf vier Feldern den Burggrafenlöwen, die hohenzollerischen Farben und die Bierschöpfen zeigt, wurde 1480 von Albrecht Achilles, Kurfürst von Brandenburg, verliehen. Als Schwabach 1808 bayerisch wurde, erfolgte nur eine mäßige Veränderung des Wappens. Es zeigt statt der hohenzollerischen Farben schwarz und weiß nun die bayerischen weiß-blauen Rauten sowie statt des Burggrafenlöwen den Pfälzer Löwen. 1953 wurde das aktuelle Wappen eingeführt. Man beschloss, die Elemente des marktgemeindlichen Siegels von 1329 aufzunehmen. So zeigt das rote Schild einen zinnengekrönten Turm auf einem Rundbogen, begleitet von zwei Schilden mit dem Reichsadler und dem Nassauer Löwen. |

Gemeindeflagge
Die Gemeindeflagge ist weiß-rot.

### Städtepartnerschaften
- Nach ersten Kontakten 1973 wurde am 7. Februar 1975 eine Städtepartnerschaft mit der französischen Stadt Les Sables-d’Olonne am Atlantik vereinbart. Aus dieser Partnerschaft entstand im Jahr 1985 eine Patenschaft beider Städte mit einer von der katholischen Mission getragenen Landwirtschaftsschule in Gossas (Region Fatick) im Westen Senegals .
- Seit 1998 besteht die Partnerschaft zur türkischen Stadt Kemer, es handelte sich um die dritte deutsch-türkische Vereinbarung dieser Art in Mittelfranken.
- Mit der griechischen Kleinstadt Καλαμπάκα (Kalambaka), am Fuß der als UNESCO-Weltkulturerbe eingestuften Meteora-Klöster, wurde 2002 in Schwabach bzw. 2003 in Kalambaka die derzeit jüngste Vereinbarung über eine Städtepartnerschaft unterzeichnet.
- Die chinesische Stadt Shenzhen hat eine sogenannte „Regionalpartnerschaft“ mit der Region Nürnberg (die vier Städte Nürnberg, Fürth, Erlangen und Schwabach sowie die sie umgebenden Landkreise Nürnberger Land, Roth, Fürth und Erlangen-Höchstadt). Diese wurde 1997 geschlossen.[42]
- Mit der Gemeinde Coronel Suárez in der Provinz Buenos Aires wurde 2020 eine „kommunale Nachhaltigkeitspartnerschaft“ geschlossen. Auf kommunaler Ebene soll dabei ein Projekt im Sinne der Nachhaltigkeitsziele der Agenda 2030 der Vereinten Nationen gemeinsam umgesetzt werden.[43]

## Kultur und Sehenswürdigkeiten

### Theater, Museen und Galerien

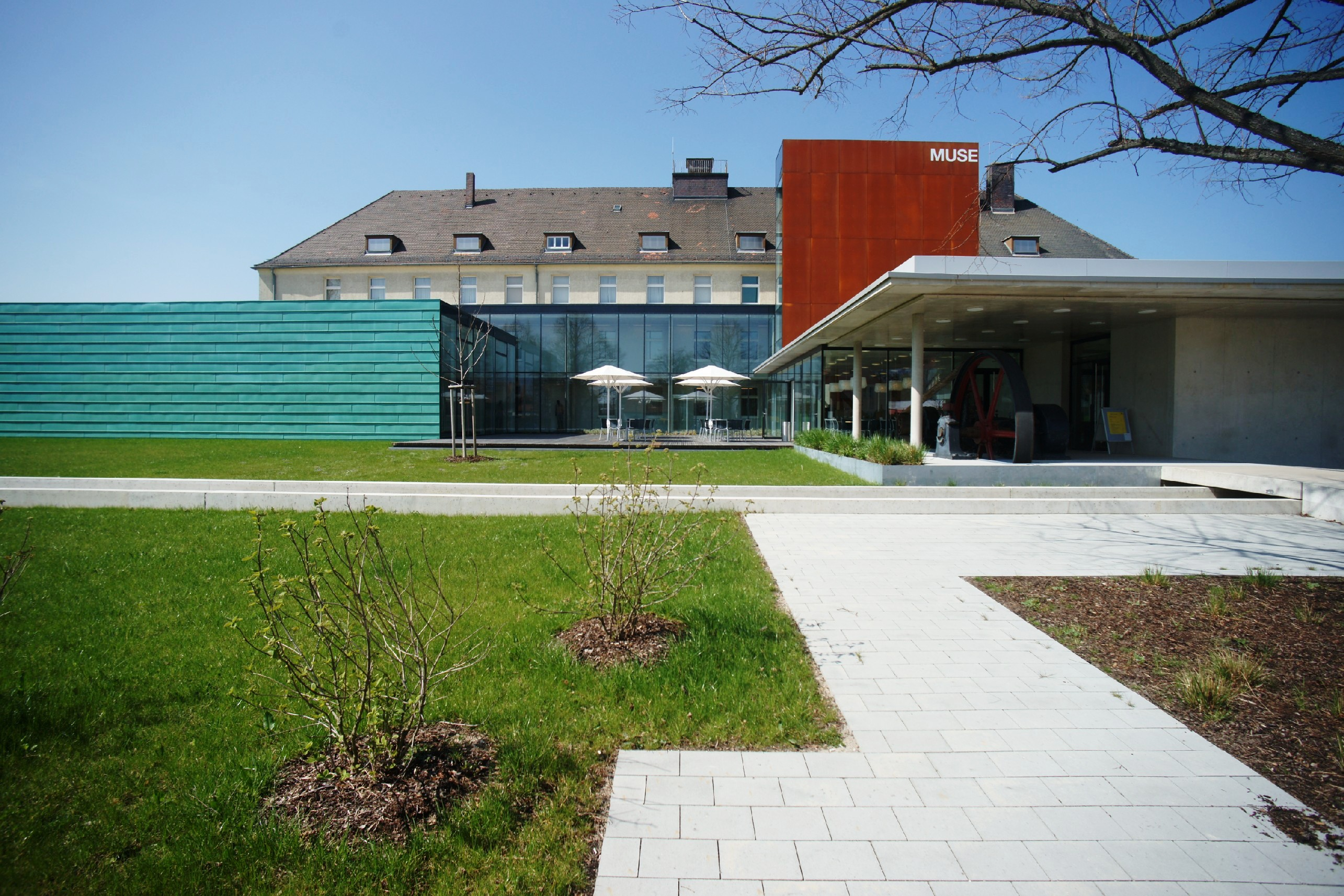
Erweiterung des Stadtmuseums durch Niederwöhrmeier + Kief

Das in der ehemaligen Kaserne untergebrachte Museum besitzt eine Sammlung über das heimische Handwerk und Gewerbe sowie über die ansässigen Zünfte. Eine eigene Abteilung bildet das von Carl Wenglein, dem Gründer des Weltbundes für Natur- und Vogelschutz, zusammengetragene Eiermuseum (mit seltenem Fabergé-Ei). Eine Spezialsammlung umfasst völkerkundliche Antiquitäten aus der ehemaligen deutschen Kolonie Ostafrika (Waffen, Schmuck, Textilien und afrikanische Gebrauchsgegenstände).
Seit 20. November 2005 präsentiert das Stadtmuseum eine Spezialsammlung von Spielwaren der Firma Fleischmann auf 800 m².
Eine weitere Sektion befasst sich mit der Geschichte der US Army in der Stadt von 1945 bis 1992. Erweitert wurde das Museum vom Nürnberger Architekturbüro Niederwöhrmeier + Kief.
Das Jüdische Museum Franken in Schwabach wurde Anfang Juni 2015 eröffnet. Das Museum befindet sich in einem ehemals jüdischen Wohnhaus in der Synagogengasse. In ihm wurde eine Laubhütte mit eindrucksvoller Wandmalerei aus spätbarocker Zeit entdeckt. Zum musealen Raum hat das Jüdische Museum Franken auch die Synagogengasse und die umliegenden Gassen erklärt: viele historische Gebäude wie etwa Synagoge, Rabbinerhaus, Lehrhaus und Wohnhäuser von Rabbinern und jüdischen Hoffaktoren und Familien sind erhalten geblieben, u. a. auch das Haus des Ur-Ur-Großvaters von Karl Marx.
Der Künstlerbund Schwabach e. V. verwaltet die Städtische Galerie im Bürgerhaus. Schwabach verfügt auch über eine Marionettenbühne.

### Bauwerke (Auswahl)

#### Sakralbauten

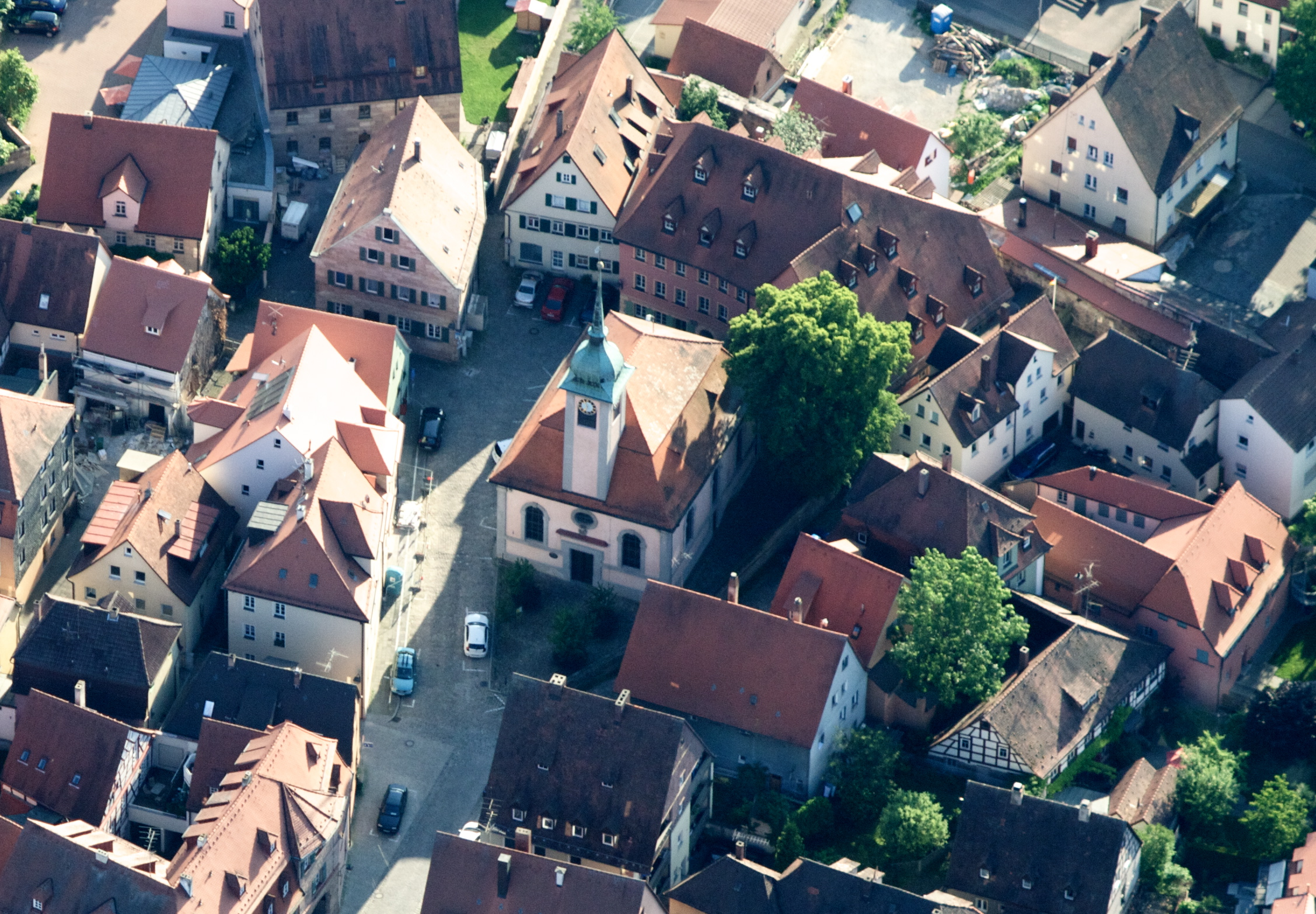
Franzosenkirche

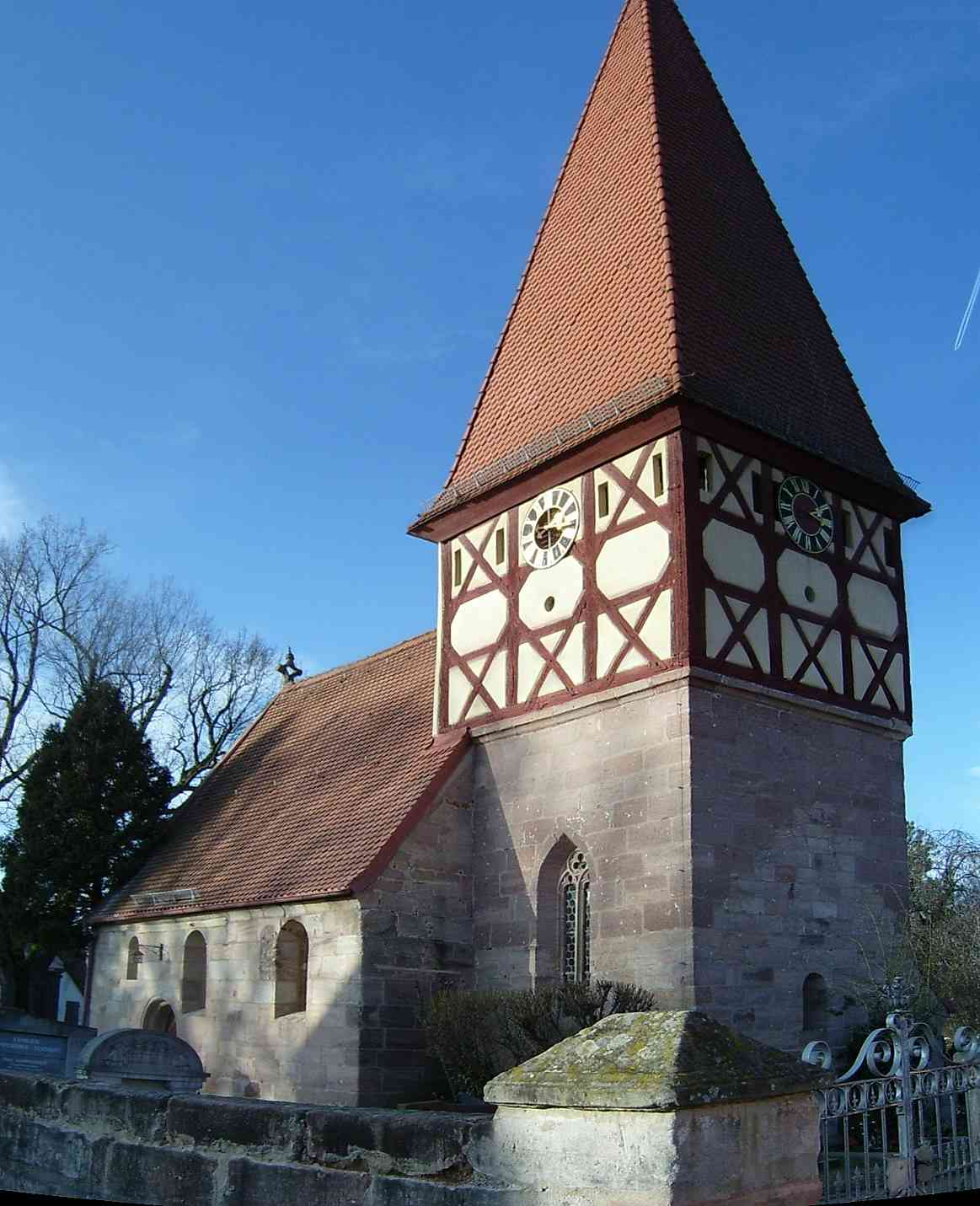
St. Jakobus in Unterreichenbach

- Stadtkirche St. Johannes und St. Martin mit dem Schwabacher Altar, einem Hochaltar aus der Werkstatt von Michael Wolgemut, dem Lehrer von Albrecht Dürer; Der spätgotische Wandelaltar (fertiggestellt 1508) mit seinen Schnitzereien ist ein klassisches Beispiel für die Verwendung von Blattgold.
- evangelisch-lutherische Spitalkirche St. Antonius und St. Elisabeth (die älteste der evangelisch-lutherischen Innenstadtkirchen)
- evangelisch-lutherische Dreieinigkeitskirche (frühere Gottesackerkirche)
- Franzosenkirche der evangelisch-reformierten Gemeinde
- St. Jakobus Unterreichenbach (am Jakobsweg)
- evangelisch-lutherische Georgskirche in Schwabach-Dietersdorf
- evangelisch-lutherische Kirche in Schwabach-Unterreichenbach
- evangelisch-lutherische Christophoruskirche in Schwabach-Wolkersdorf
- römisch-katholische Kirche St. Sebald; Die Chorfresken Pfingsten, im Langhaus das bipolare Fresko Messopfer vor Kreuzigungsszene, Abendmahl und im alten Teil Gottvater mit Engeln über der Kirche wurden 1947 von dem Münchner Maler des Neubarock Josef Wittmann gemalt. Die Wandfresken 12 Apostel und Evangelisten sind nicht erhalten, die Entwürfe dazu wie auch die zu den Deckenfresken befinden sich im Diözesanmuseum Regensburg. Das linke Altarauszugsbild Hl. Michael schuf ebenfalls 1947 Josef Wittmann. Der Briefwechsel zwischen Josef Wittmann und dem damaligen Pfarrer Johann Georg Uebler von St. Sebald zur Entstehung der Fresken ist im Kirchenarchiv erhalten, ebenso die Festschrift zur Renovierung aus dem Jahr 1951.
- Ehemalige Synagoge mit Rabbinerhaus
- Evangelisch-lutherische Gethsemanekirche Schwabach-Limbach, Hochgericht und Kappelberg

Siehe auch: Liste von Pfarrhäusern in Schwabach

#### Profanbauten

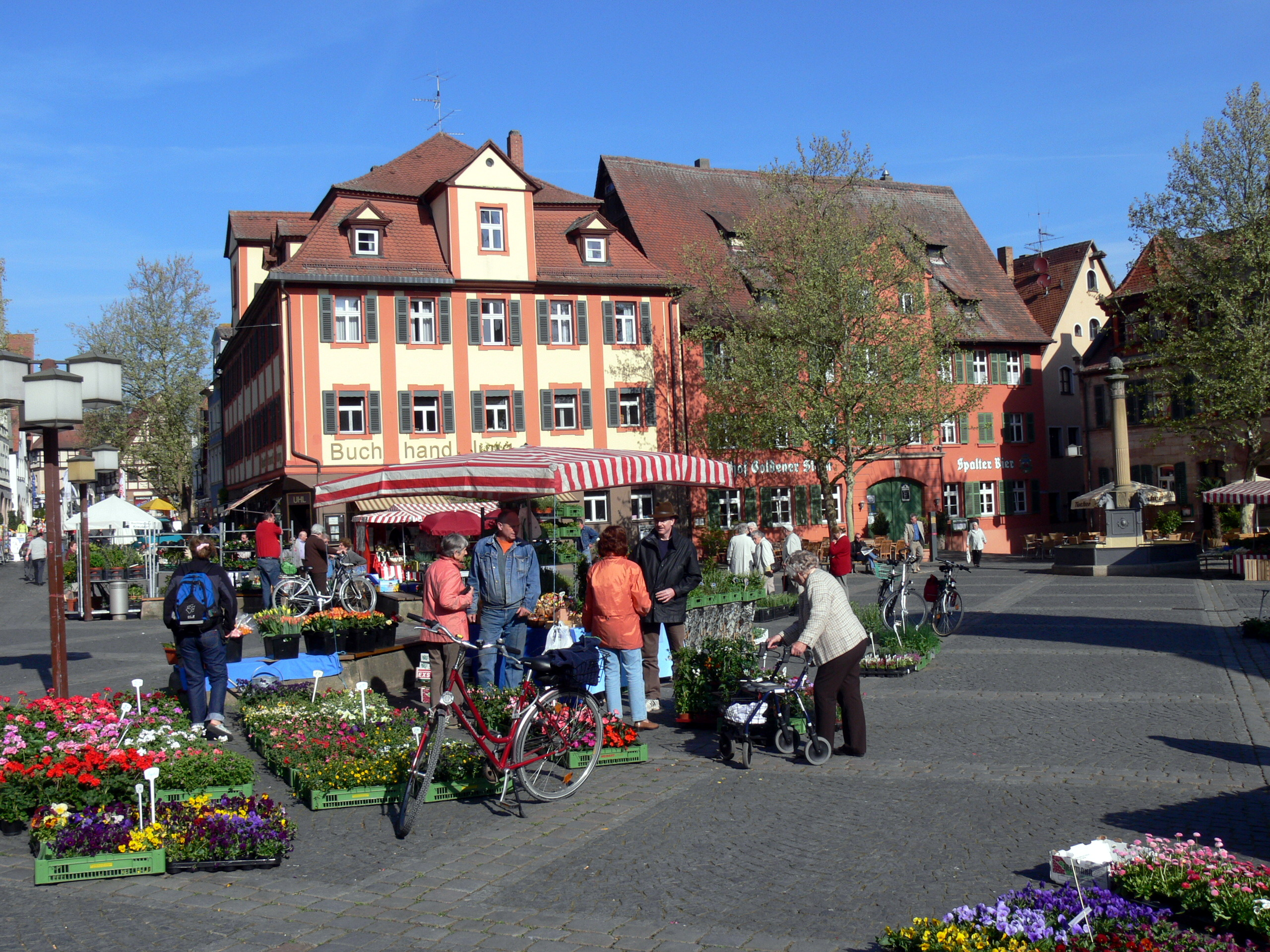
Marktplatz

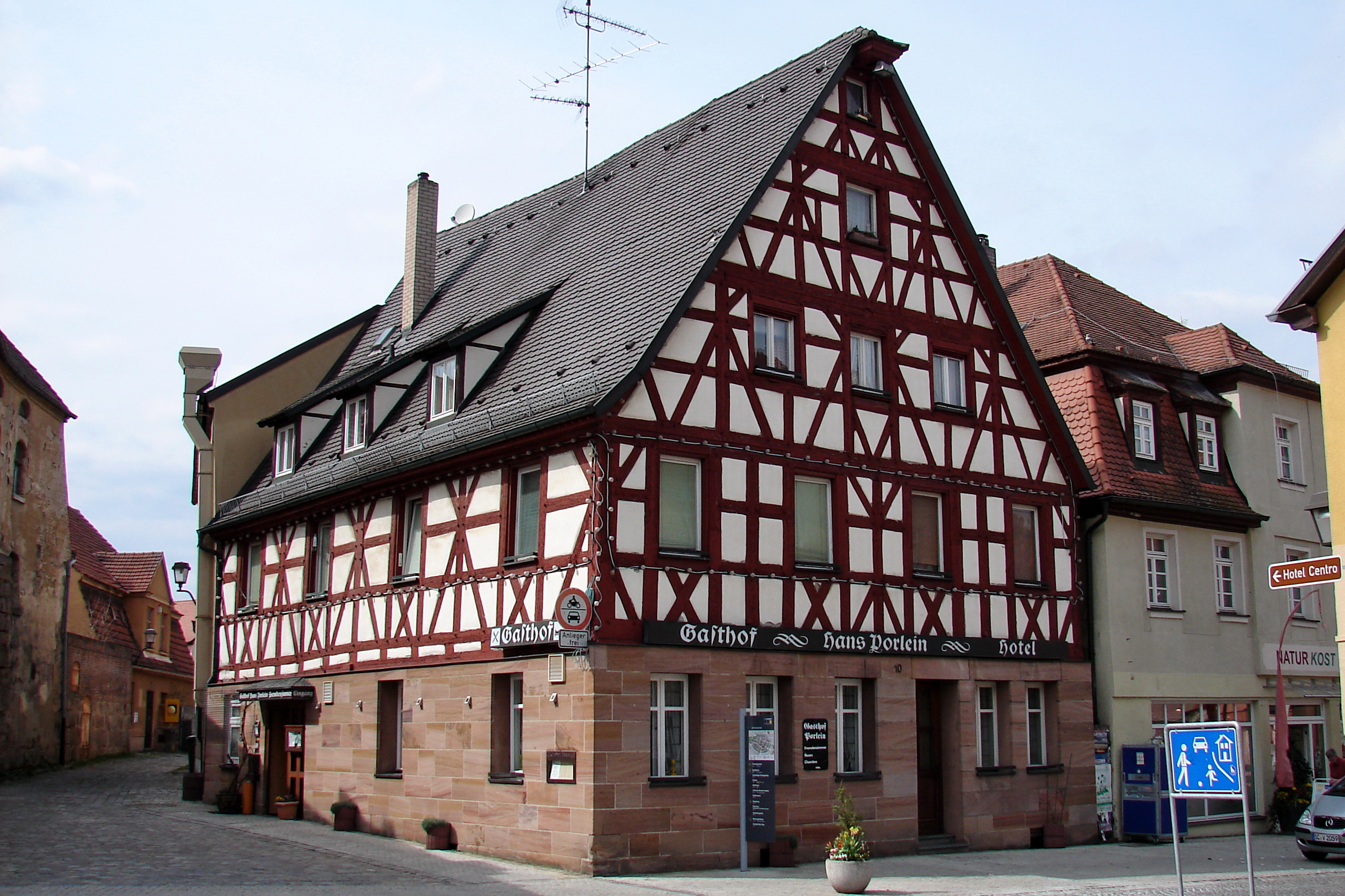
Fachwerkhaus in der Innenstadt

- Rathaus mit goldenem Saal und goldenem Dach; Der große Sitzungssaal des Rathauses wurde unter Verwendung von 14.000 Blatt Schwabacher Blattgold von Kurt Severin und Max Friese mit einem Fries aus ornamentierten Inschriften mit den Namen wichtiger Schwabacher Unternehmen gestaltet. Seither wurde der Saal Goldener Saal genannt. Am 15. Januar 1974 wurde der Saal durch Brandstiftung zerstört und von 2000 bis 2002 restauriert.
- Münzstätte der Markgrafen
- Goldschlägerwerkstatt
- Der 1717 eingeweihte Brunnen am Marktplatz enthält die Porträts der markgräflichen Familie. Er wird auch der schöne Brunnen genannt und geht auf eine Initiative des regierenden Markgrafen Wilhelm Friedrich von Ansbach zurück. Mit Entwurf und Ausführung war Johann Wilhelm von Zoche beauftragt, die Bildhauerarbeiten stammen von Johann Christoph Fischer.[47]
- Goldschläger; 1988 vom Bildhauer Andreas Teuchert gefertigter Brunnen, der den Goldschläger Werner Wolf bei der Arbeit zeigt

### Schutzgebiete
In Schwabach gibt es zwölf ausgewiesene Landschaftsschutzgebiete und ein ausgewiesenes FFH-Gebiet. (Stand März 2016)

### Regelmäßige Veranstaltungen
- Faschingszug durch Schwabach
- Kinderkirchweih
- Wirtefest (Juni)
- Sommernachtsfest der Freiwilligen Feuerwehr (Juni/Juli)
- Bürgerfest (Juli)
- Synagogengassenfest, Jüdisches Museum Franken (Juli)
- Ortung, eine seit 1999 im zweijährlichen Zyklus stattfindende Kunstausstellung, abwechselnd mit der Goldschlägernacht (August)
- Lindenfest der KG „Die Schwabanesen“ (August)
- Kirchweih („Kärwa“) (September)
- Laubhütte
- LesArt/Literaturtage Schwabach, ein seit 1997 jährlich im November stattfindendes Literaturfestival mit renommierten Schriftstellern aus dem In- und Ausland (November)
- Weihnachtsmarkt

### Sport
- Aus der Fußballabteilung des SV Unterreichenbach gingen bekannte Spieler wie Manfred Ritschel, Roland Wabra und Christian Eigler hervor.
- Seit 1992 findet jährlich im Oktober der vom TV 1848 Schwabach veranstaltete Schwabacher Citylauf mit Strecken über 21,1 km (Halbmarathon), 10 km und 5,4 km, Nordic Walking sowie mehreren Bambini-, Kinder- und Jugendläufen statt.

### Vereine
- Karnevalgesellschaft Die Schwabanesen Schwabach e. V.,[48] gegründet am 10. Juli 1967 zum Erhalt und der Pflege fastnächtlichen Brauchtums in Schwabach und der Region, zählt ca. 300 Mitglieder und ist der einzige Faschingsverein in Schwabach. Die Aktiven arbeiten das ganze Jahr durch Teilnahme am Feuerwehrfest und Bürgerfest sowie durch die Organisation des Lindenfestes darauf hin, allen Einwohnern der Stadt Schwabach zur Faschingszeit ein buntes Programm bieten zu können und den Leuten in ganz Schwabach, darunter auch in Alten- und Pflegeheimen, durch ihre Auftritte und Veranstaltungen ein Lächeln ins Gesicht zu zaubern. Zu diesen Veranstaltungen zählt neben Prunksitzungen und Kinderfasching auch die Organisation und Durchführung des Faschingszuges durch die Stadt Schwabach am Faschingsdienstag.
- Der Geschichts- und Heimatverein für Schwabach und Umgebung wurde am 17. Juni 1901 gegründet als Historischer Verein für Schwabach und Umgebung.[49]
- DJK Schwabach, gegründet 1922.
- SC 04 Schwabach
- Der TV 1848 Schwabach ist mit dem Gründungsdatum 18. September 1848 der älteste und mit etwa 2200 Mitgliedern (2021) in 16 Abteilungen zweitgrößter Sportverein Schwabachs.
- Die Sektion Schwabach des Deutschen Alpenvereins wurde am 15. Oktober 1891 gegründet und ist mit 3284 Mitgliedern (Stand: 31. Dezember 2021) zum größten Sportverein der Stadt gewachsen.[50]
- Privilegierte Feuerschützengesellschaft Schwabach von 1411
- Künstlerbund Schwabach e. V., gegründet am 3. Januar 1948.
- Fliegervereinigung Schwabach e. V. Luftsportverein gegründet 1928, ca. 120 Mitglieder Flugplatz Büchenbach
- Reit- und Fahrverein Schwabach u. U. e. V, gegründet 1955, etwa 250 Mitglieder, Förderung und Praktizierung des Reitsports
- Fotoclub Schwabach e. V., gegründet am 18. Oktober 1991, etwa 50 Mitglieder, Begleitung Schwabacher Aktivitäten und Veranstaltungen, regelmäßige Ausstellungen
- RMSC Solidarität Schwabach e. V. gegründet 1899, ca. 90 Mitglieder, Kunstradsport und Einradfahren. Regelmäßige Veranstaltungen wie Vereinsabend und gemeinsame Unternehmungen
- Schwimmverein Schwabach e. V., gegründet 1952, ca. 300 Mitglieder, Schwimmen als Wettkampf- und Breitensport. Jährliche Ausrichtung des regional bekannten Wasserratten- und Wasserflöhe-Treffens im März sowie des Goldsprinter-Pokals im Juni.
- Wolkersdorfer Bürgergemeinschaft e. V. ist ein aktiver Stadtteilverein[51]
- Limbacher Bürgertreff e. V. besteht seit 1982, hat mehr als 200 Mitgliedschaften und kümmert sich im Stadtteil Limbach um aktive Bürgerbegegnung, Herausgeber der Stadtteilzeitschrift „Der Limbacher Bote“.[52]
- Bürgerforum Eichwasen e. V., seit 1989 bestehender Stadtteilverein, kümmert sich um die Belange des nördlichen Stadtteils Eichwasen und organisiert dort Veranstaltungen wie Adventsmarkt und Stadtteilfest.[53]
- Rotary Club Schwabach, gegründet 2019. Ein Serviceclub, der gemäß dem rotarischen Grundsatz „Selbstloses Dienen“ gemeinnützige Projekte in Schwabach fördert und weltweit die Begegnung und die Ausbildung junger Menschen unterstützt. Dem Rotary Club beigeordnet ist der rechtlich selbständige und als gemeinnützig anerkannte Verein.[54]
- Der Lions Club Schwabach, gegründet 1978, sieht getreu seinem Motto „we serve – wir dienen“ seine ehrenamtliche Aufgabe darin, dort helfend einzugreifen, wo das soziale System unseres Staates nicht helfen kann, durch persönliche Hilfe und den LIONS-Hilfswerk Schwabach e. V.[55]
- Der Stamm Astrid Lindgren des Verbandes Christlicher Pfadfinderinnen und Pfadfinder (VCP), welcher mit ca. 50 Mitgliedern seit 1999 Jugendarbeit nach der pfadfinderischen Methode im Schwabacher Stadtgebiet leistet.[56]
- Verein für Schwabacher Münzen e. V.: In Schwabach wurden über drei Jahrhunderte lang (1434–1795, mit Unterbrechungen) Münzen und Medaillen, in insgesamt vier Münzstätten für die Markgrafen von Brandenburg-Franken/-Ansbach und am Ende für die Könige von Preußen geprägt. Ziel des Vereins ist es zumindest jeweils ein Original von jeder Prägung nach Schwabach zurückzuholen.[57]

## Wirtschaft und Infrastruktur

### Überblick
Im Jahre 2016 erbrachte Schwabach, innerhalb der Stadtgrenzen, ein Bruttoinlandsprodukt (BIP) von 1,380 Milliarden €. Das BIP pro Kopf lag im selben Jahr bei 34.015 € (Bayern: 44.215 €, Deutschland 38.180 €). In der Stadt gab es 2016 ca. 22.500 erwerbstätige Personen. Die Arbeitslosenquote lag im Dezember 2018 bei 3,1 %.
Im Zukunftsatlas 2016 belegte die kreisfreie Stadt Schwabach Platz 81 von 402 Landkreisen, Kommunalverbänden und kreisfreien Städten in Deutschland und zählt damit zu den Orten mit „hohen Zukunftschancen“.

### Blattgold

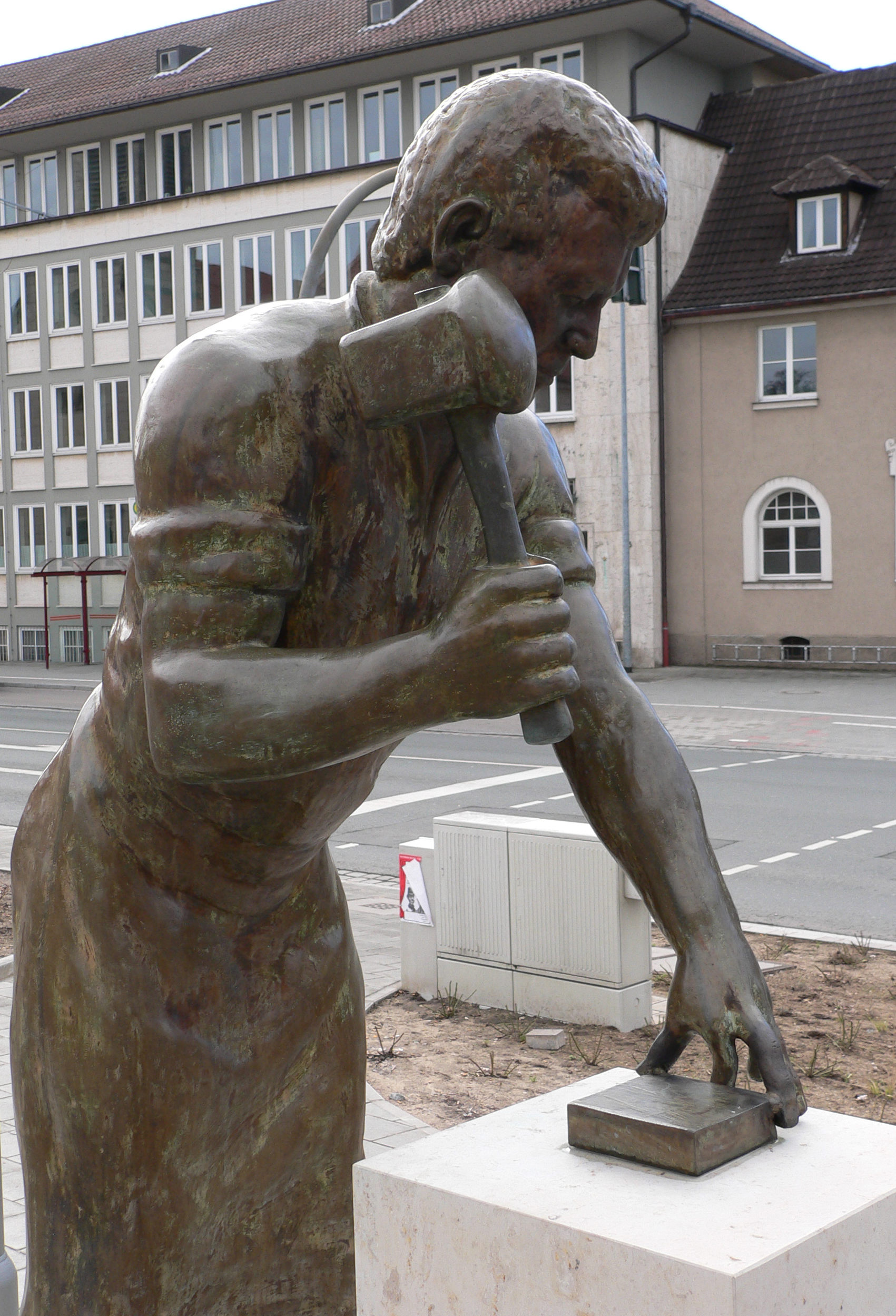
Goldschlägerdenkmal

Berühmt ist Schwabach für seine Goldschläger und das von ihnen produzierte und weltweit exportierte Blattgold. Zahlreiche Sehenswürdigkeiten weltweit sind mit Schwabacher Blattgold überzogen, darunter:
- Buckingham Palace in London
- die Goldelse auf der Berliner Siegessäule
- der Erzengel Michael auf der Abteikirche des Mont-Saint-Michel
- das Innere des Invalidendoms in Paris
- der Kuchlbauer-Turm in Abensberg
- Türme von orthodoxen Kirchen in der Ukraine
- Palastkuppeln in den Emiraten

Der mit 14.000 Blatt Schwabacher Blattgold verzierte Goldene Saal im Schwabacher Rathaus wurde von Kurt Severin und Max Friese gestaltet. Im Jahr 2004 feierte Schwabach das Jubiläum 500 Jahre Blattgold in Schwabach. Das fast ausgestorbene Handwerk der Goldschläger üben heute noch vier Betriebe aus, damit kann sich die Stadt zu Recht weltweit als Zentrum der Blattgoldherstellung bezeichnen. Blattgold ist zudem Bestandteil des dem Danziger Goldwasser nachempfundenen Schwabacher Goldwassers, das ein Gewürzlikör mit feinsten Blattgoldstückchen ist.

### Weitere Wirtschaft
In früheren Jahrhunderten bestimmten vor allem Handwerker, wie etwa Bierbrauer und Goldschläger sowie erste Industriebetriebe in der Nadelherstellung und Drahtzieherei das wirtschaftliche Geschehen. Heute ist für die Stadt ein breites, vor allem im Mittelstand angesiedeltes Spektrum an Produktions-, Handwerks- und Dienstleistungsbetrieben charakteristisch. Viele dieser Betriebe arbeiten in Marktnischen, in denen sie zum Teil bundesweit Marktführerschaft errungen haben. Ein Beispiel ist die Maschinenfabrik Niehoff, die Maschinen für die Draht- und Kabelindustrie herstellt oder die Firma Heidolph Instruments, die Laborgeräte herstellt, unter anderem für die Chemie- und Pharmaindustrie. Seit über 100 Jahren ist auch die Ribe Gruppe in Schwabach ortsansässig. Sie entwickelt und fertigt Verbindungselemente, technische Federn, Anlagentechnik und Elektroarmaturen für den internationalen Markt. In Schwabach war der Hauptsitz von Apollo-Optik, die 2011 der niederländischen GrandVision B.V.-Gruppe eingegliedert wurde. Das Textilunternehmen mister*lady verlegte seinen Hauptsitz, inklusive Verteilzentrum 2015 in den Gewerbepark West.

### Schulen und Kindergärten (Auswahl)

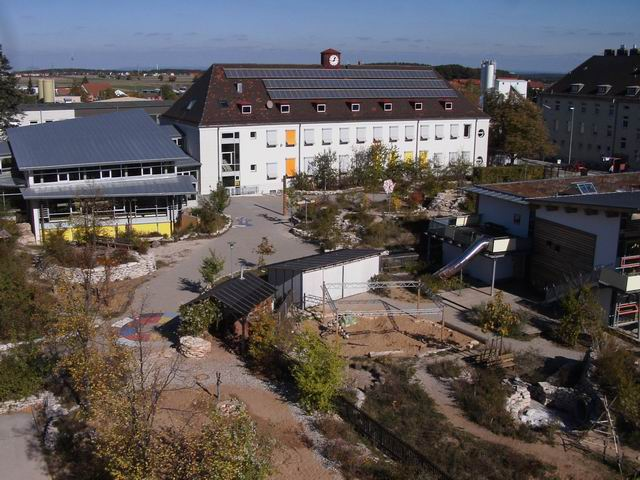
Blick auf das SFZ Schwabach

Neben dem Adam-Kraft-Gymnasium existiert das musische Wolfram-von-Eschenbach-Gymnasium in Schwabach. Die Stadt unterhält eine städtische Wirtschaftsschule. Der Staat ist mit der Hermann-Stamm-Realschule, einer Fachoberschule (FOS) und einer Berufsschule in der Stadt vertreten. Daneben existieren zwei Haupt- und vier Grundschulen. Mit dem Sonderpädagogischen Förderzentrum SFZ („Schule am Museum“) und der Hans-Peter-Ruf-Schule der Lebenshilfe Schwabach-Roth ist der Förderschulbereich abgedeckt. Außerdem in Schwabach angesiedelt sind die Adolph-von-Henselt-Musikschule und die Volkshochschule Schwabach.
Im Stadtgebiet gibt es 17 Kindergärten verschiedener Träger.

### Krankenhaus
Das Stadtkrankenhaus Schwabach bietet 200 Planbetten und besitzt Fachabteilungen für Innere Medizin, Unfall- und Allgemeinchirurgie, Anästhesiologie und die Belegabteilung Hals-Nasen-Ohren-Heilkunde. Seit 2015 gibt es keine Gynäkologie und Geburtshilfe mehr. Dem Haus angeschlossen sind eine Berufsfachschule für Krankenpflege und eine Berufsfachschule für Physiotherapie und Massage (Träger: DEB Deutsches Erwachsenen-Bildungswerk).

### Bäder
Es gibt zwei Bäder in Schwabach. Das Parkbad mit historischem Biergarten und uraltem Baumbestand in den Sommermonaten sowie für die ambitionierten Sportler das Hallenbad in den Wintermonaten.

### Behörden

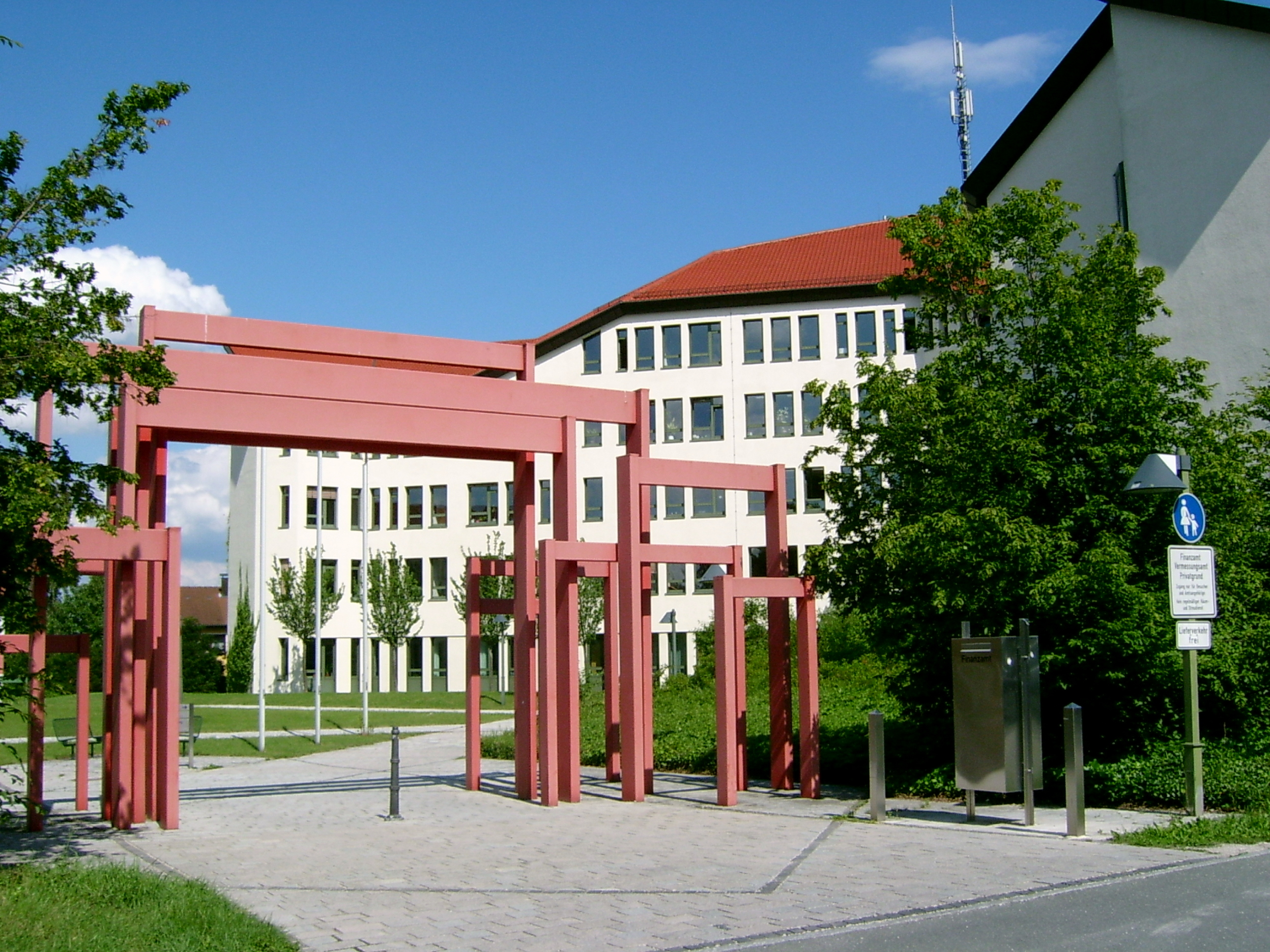
Finanzamt, Neubau von 1993

Schwabach besitzt viele verschiedene Institutionen, darunter sind zum Beispiel Behörden, wie das Amtsgericht, das Finanzamt, die Regionalabteilung Nord des Landesamts für Digitalisierung, Breitband und Vermessung und das Amt für Digitalisierung, Breitband und Vermessung Schwabach mit Außenstelle in Weißenburg. Des Weiteren gibt es verschiedene Polizeistellen, darunter die Kriminalpolizeiinspektion Schwabach, die Polizeiinspektion und die Wasserschutzpolizei, Zentralstelle Bayern, Teil des Polizeipräsidiums Mittelfranken der bayerischen Polizei.

### Verkehr

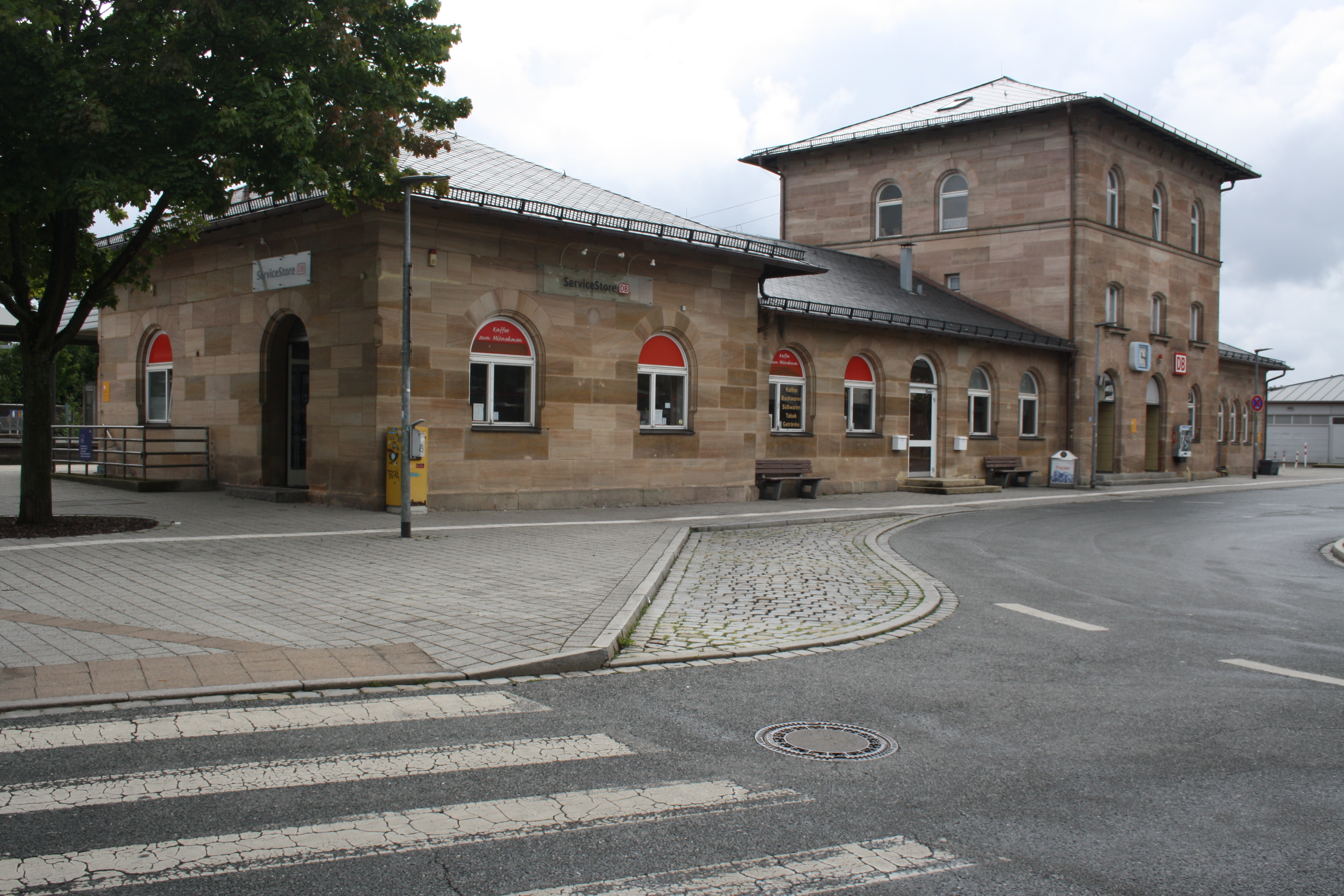
Empfangsgebäude des Bahnhofs

#### Öffentlicher Verkehr
Mit dem Bahnhof an der Bahnstrecke Treuchtlingen–Nürnberg hat die Stadt eine Anbindung an den Regionalverkehr und die Linie S2 der S-Bahn Nürnberg verkehrt in der Hauptverkehrszeit im 20-Minuten-Takt auf eigenen Gleisen bis Roth/Nürnberg. Sie bedient neben dem Bahnhof Schwabach auch den Haltepunkt in Schwabach-Limbach. Des Weiteren gibt es Stadtbuslinien für die Schwabacher Innenstadt sowie eine Nürnberger Stadtbuslinie nach Nürnberg-Röthenbach, dort besteht Anschluss an die Nürnberger U-Bahn. In der Nacht verbinden am Wochenende und vor Feiertagen jeweils stündlich die S-Bahn und die NightLiner-Linie N61 Nürnberg mit Schwabach. Im Februar 2024 wurde das AST-Angebot Lotti eingeführt.

#### Straßenverkehr
Die Autobahn A 6 durchquert das Stadtgebiet im Süden und hat die zwei Anschlussstellen Schwabach-West und Schwabach-Süd. Weitere Verbindungen bestehen durch die Bundesstraßen 2 und 466. Erwähnenswert ist, dass es im Jahr 2011 in Schwabach keinen einzigen Verkehrstoten gab.

#### Radverkehr
Schwabach ist seit Februar 2024 in das Fahrradverleihsystem VAG Rad, das die Nürnberger Verkehrs-Aktiengesellschaft (VAG) in Kooperation mit Nextbike betreibt, eingebunden. In Schwabach wurden hierbei zunächst eine rund 1,5 km² große Flexzone in der Innenstadt eingerichtet sowie rund zehn Ausleihstationen installiert und 50 zusätzliche Fahrräder für Schwabach besorgt. Neben Schwabach umfasst das Verleihsystem aktuell (April 2025) über mehr als 112 feste Stationen und eine rund 40 Quadratkilometer große Flexzone im gesamten Nürnberger Innenstadtgebiet innerhalb der Ringstraße, in den Stadtteilen Langwasser und Rangierbahnhof-Siedlung, in der Fürther Innenstadt, Am Stadtpark, Südstadt und Hardhöhe sowie in den Erlanger Stadtteilen Zentrum, Süd- und Oststadt sowie in Teilen der Nordstadt. In dieser können die Räder ohne feste Station ausgeliehen und abgegeben werden. Hierbei stehen insgesamt mehr als 2.500 Räder zur Verfügung. Zudem bietet das System neben den klassischen Fahrrädern an 16 verschiedenen Stationen auch 19 Lastenräder zum Verleih an.

#### Sonstiges
Ferner sind der Rhein-Main-Donau-Kanal nahe der östlichen Stadtgrenze und der 10 km südlich liegende Flugplatz Schwabach zu nennen.
Durch Schwabach verläuft der Jakobsweg Nürnberg-Bodensee und der Fernwanderweg Dr.-Fritz-Linnert-Weg. Die beide Fernwanderwege Rangau-Ostweg und Zollernweg starten in Schwabach.

### Medien
In Schwabach wurden bis 2006 die Lokalnachrichten gedruckt, die darauf in Nürnberg mit den restlichen Teilen der Nürnberger Nachrichten (NN) vervollständigt und als Schwabacher Tagblatt (ST) angeboten werden (Kopfblatt). Seit dem Tode des Verlegers und dem darauf folgenden Aufkauf des ST durch die NN wird die gesamte Zeitung in Nürnberg gedruckt; die Redaktion befindet sich weiterhin in Schwabach.
Der Axel Springer Auto-Verlag hatte einen seiner Sitze in Schwabach. Hier wurden unter anderem AUTO BILD ALLRAD, AUTO BILD MOTORSPORT und AUTO BILD SPORTSCARS produziert. Seit 2021 werden die Automobilzeitschriften des Verlags in Hamburg produziert, ab 2025 in Berlin. Für die Vermarktung dieser Marken und seit Mai 2020 auch für die Marken Auto Bild, Sport Bild und Computer Bild zuständig ist die ebenfalls in Schwabach ansässige B&M Marketing GmbH. Im Oktober 2024 wurde bekannt, dass Axel Springer im Rahmen einer strategischen Lizenzpartnerschaft die Marken AUTO BILD REISEMOBIL, AUTO BILD KLASSIK und AUTO BILD SPORTSCARS an die in Schwabach ansässige B&M Publishing GmbH vergeben hat.

### Trinkwasserversorgung und Abwasserentsorgung
Die Gewinnung, Aufbereitung und Verteilung des Trinkwassers sind Aufgaben der Stadtwerke Schwabach. Das Trinkwasser für Schwabach stammt aus Grund- und Quellwasser. Das Quellwasser wird aus der Friedrichquelle, der Luitpold- und der Alexanderquelle gewonnen, das Grundwasser wird von zwölf Tiefbrunnen gefördert. Fünf Wasserwerke bereiten das Wasser auf. Unter anderem ist eine Enteisenung und Entmanganung nötig.
Im Anschluss an die Aufbereitung wird das Wasser in das 188 Kilometer lange Leitungsnetz abgegeben. Hier sind fünf Hochbehälter zwischengeschaltet, die der Druckerhaltung im Netz dienen und auch Verbrauchsspitzen ausgleichen. Insgesamt beträgt die Abgabe der Stadtwerke 2 Mio. m3 im Jahr. Jeder Schwabacher verbraucht ca. 125 Liter pro Tag, was leicht unter dem Bundesdurchschnitt von 127 Litern liegt. Der Anschlussgrad an das Trinkwassernetz liegt in Schwabach bei 99,9 Prozent.
Mit einer Gesamthärte zwischen 11,0 und 15,0 °dH fällt das Wasser in den Härtebereich „mittel“ bzw. „hart“.
Die Ableitung und Reinigung des anfallenden Abwassers fällt in den Zuständigkeitsbereich der Stadt. 99,6 % der Stadtbewohner waren 2016 an die Kanalisation angeschlossen. Sie hat im Ortsgebiet eine Länge von 186 Kilometern und ist überwiegend im Mischsystem angelegt. Das Abwasser wird seit 1995 in der zentralen Kläranlage  gereinigt. Sie ist für 95.000 Einwohnerwerte ausgelegt und behandelt etwa 4 Mio. m3 Abwasser jährlich im Belebtschlammverfahren. Das gereinigte Abwasser wird in die Rednitz eingeleitet. Der anfallende Klärschlamm wird verfault, entwässert und anschließend verbrannt. Das bei der Faulung entstehende Klärgas wird zur Strom- und Wärmeerzeugung in zwei Blockheizkraftwerken verwendet.

## Persönlichkeiten

### Stolpersteine für NS-Opfer
In Schwabach wurden im Jahr 2014 acht Stolpersteine für Menschen verlegt, die vom NS-Regime verfolgt wurden, darunter der Fabrikant Walter Tuchmann (1891–1942) und der Rabbiner Salomon Mannes (1871–1960), die beide in die Emigration gezwungen worden waren. (Siehe oben zum Gedenkbuch)

## Trivia
Schwabach war in der Vergangenheit mehrfach Ausrichtungsort für diverse Parteitage oder Nominierungsveranstaltungen bayerischer Parteien. Schwabach gelangte 1969 zu bundesweiter medialer Aufmerksamkeit, als der Parteitag der NPD im lokalen Markgrafensaal ausgerichtet wurde. Die Veranstaltung hätte ursprünglich in Bayreuth stattfinden sollen, die Stadt verhinderte die Versammlung jedoch. Der damalige Bürgermeister Hocheder erlaubte die Veranstaltung schließlich, was massive Kritik nach sich zog. Diese gipfelte darin, dass einzelne Politiker einen Antrag auf amtsärztliche Untersuchung seiner Dienstfähigkeit stellten. Dieser wurde jedoch abgelehnt.